# The last stranger
|  | Denne artikel er oprettet af botten PalnaBot ud fra en ekstern database. Den kan derfor have sproglige fejl eller mangler. Denne skabelon kan fjernes efter kontrol af indholdet. |

The last stranger er en film instrueret af Karin Westerlund efter eget manuskript.

## Handling
Hvem er den fremmede? Er det dig? Eller er det mig? Fremmedhed begynder med, at man føler sig fremmed overfor sig selv. Derefter bliver man det overfor et andet menneske, et andet land, en anden kultur, en anden religion ... Filmen »The Last Stranger« undersøger denne kæde af fremmedhed og giver et bud på, hvordan man kan opløse den. Tolv skandinaver og tolv arabere taler lige fra hjertet og direkte ind i kameraet. De blandes sammen. Billeder fra her og der dukker op og forsvinder. Følelsen der bliver tilbage er lyst. Lysten til andre mennesker.